# Морени (Долж)
Морени (рум. Moreni) насеље је у Румунији у округу Долж у општини Четате. Oпштина се налази на надморској висини од 60 m.

## Становништво
Према подацима из 2002. године у насељу је живело 716 становника, од којих су сви румунске националности.